# Svarttjärnen (Ovanåkers socken, Hälsingland, 681735-149807)
Svarttjärnen är en sjö i Ovanåkers kommun i Hälsingland och ingår i Ljusnans huvudavrinningsområde.